# Come Over
"Come Over" é o quinto single da cantora de R&B Estelle no Reino Unido e o segundo nos Estados Unidos de seu segundo álbum de estúdio Shine (2008). Um remix da música foi lançado com a participação do cantor de reggae Sean Paul. Foi lançado nas rádios dos Estados Unidos em 18 de setembro de 2008. Está disponível para download no UK iTunes.

## Vídeo da música

### Dados
- Artistas: Estelle featuring Sean Paul
- Canção: "Come Over"
- Gravadora: Homeschool/Atlantic
- Diretor: Lil X
- Empresa de produção: DNA

## Paradas
O single foi lançado no Reino Unido em 1º de dezembro de 2008, mas falhou em entrar nas paradas musicais do país.
O single foi lançado nas rádios americanas em 15 de setembro e alçançou a 5ª posição na parada da Billboard Bubbling Under R&B/Hip-Hop Singles e a #56 no Hot R&B/Hip-Hop Songs.. Também nos Estados Unidos, a canção estreou na 98ª posição no Pop 100.

### Desempenho
| Chart (2008)                     | Peak position |
| -------------------------------- | ------------- |
| Billboard Hot R&B/Hip-Hop Songs  | 56            |
| Billboard Rhythmic Top 40        | 28            |
| Billboard Mainstream R&B/Hip-Hop | 39            |
| Billboard Pop 100                | 98            |
| Turquia Turkey Top 20 Chart      | 19            |